# Hyphostereum pendulum
Hyphostereum pendulum är en svampart som beskrevs av Pat. 1892. Hyphostereum pendulum ingår i släktet Hyphostereum, divisionen sporsäcksvampar och riket svampar.   Inga underarter finns listade i Catalogue of Life.